# Phan Quang
Phan Quang (sinh ngày 15 tháng 8 năm 1928), tên khai sinh Phan Quang Diêu, là một nhà báo cách mạng, nhà văn, dịch giả với 76 năm công tác, cống hiến cho sự nghiệp báo chí cách mạng Việt Nam. 
Ông từng giữ chức Thứ trưởng Bộ Thông tin và Truyền thông (23/3/1987 - 19/1/1988), Tổng giám đốc Đài Tiếng nói Việt Nam (từ 19/05/1988 cho đến khi nghỉ hưu ngày 01/01/2003), Phó Chủ nhiệm Ủy ban Đối ngoại của Quốc hội, Vụ trưởng Vụ Báo chí Ban Tuyên huấn Trung ương, Tổng thư ký Hội Nhà báo Việt Nam (khóa V), Chủ tịch Hội Nhà báo Việt Nam (khóa VI), Phó Chủ tịch Tổ chức Quốc tế các nhà báo (OIJ), thành viên Ban lãnh đạo Liên đoàn Nhà báo ASEAN (CAJ), đại biểu Quốc hội các khóa VIII, IX, X. Trong sự nghiệp của mình, Phan Quang đã công tác tại nhiều tờ báo như báo Cứu quốc (nay là báo Đại Đoàn Kết (1948–1954), báo Nhân Dân (1954-1975), ...

## Thiếu thời
Phan Quang sinh ngày 15 tháng 8 năm 1928 tại xã Hải Thượng, huyện Hải Lăng, tỉnh Quảng Trị trong một gia đình có truyền thống yêu nước và khoa bảng. Ông nội Phan Quang là cụ Phan Thanh Tân, đỗ Cử nhân năm 1870 dưới triều vua Tự Đức.
Phan Quang tham gia phong trào thanh niên từ sau ngày Nhật đảo chính Pháp tại Đông Dương ngày 9/3/1945, được kết nạp vào Đoàn Thanh niên cứu quốc tháng 7/1945. Phan Quang sau đó tham gia Tổng khởi nghĩa Cách mạng tháng 8, giành chính quyền tại Quảng Trị.
Sau ngày Việt Nam Dân chủ Cộng hòa ra đời, Phan Quang làm việc tại Văn phòng Huyện ủy Hải Lăng (do Nguyễn Sam làm Bí thư Huyện ủy) và tham gia hoạt động tại Đoàn Thanh niên cứu quốc huyện.
Đầu năm 1947, kháng chiến bùng nổ, Phan Quang chuyển sang làm Phó Trưởng ban Bình dân học vụ huyện Hải Lăng (do nhà giáo Lê Đình Hiên làm Trưởng ban), tham gia Đội Tuyên truyền kháng chiến, hoạt động tại các vùng địch hậu và chiến khu các huyện Hải Lăng, Triệu Phong của tỉnh Quảng Trị.

## Sự nghiệp báo chí và hoạt động cách mạng
Phan Quang được kết nạp vào Đảng Cộng sản Đông Dương ngày 25/11/1947 tại chiến khu Hòn Linh với bí danh "Thông", trở thành đảng viên chính thức từ ngày 25/5/1948 và tập kết ra Bắc cùng đoàn với tướng Nguyễn Chí Thanh.
Mùa hè năm 1948, theo quyết định của Nguyễn Chí Thanh, Bí thư Phân Khu uỷ Bình - Trị - Thiên, tỉnh Quảng Trị cử ba thanh niên, trong đó có Phan Quang ra vùng tự do Thanh - Nghệ - Tĩnh hoàn thành cấp trung học phổ thông, chuẩn bị đi đào tạo tại nước ngoài.
Phan Quang có ít nhiều năng khiếu viết văn, viết báo, thành thạo tiếng Pháp, khi đến Văn phòng Liên khu ủy Khu 4 trình giấy chuyển sinh hoạt Đảng, Thường vụ Liên khu ra quyết định chuyển Phan Quang về làm việc tại báo Cứu quốc làm phóng viên, biên tập viên với bút danh "Hoàng Tùng".
Cuối năm 1949, Phan Quang được tòa báo cử trở lại chiến trường Bình Trị Thiên làm phóng viên mặt trận, và tham gia chiến dịch Phan Đình Phùng mùa hè năm 1950.
Cuối năm 1950, Phan Quang ra vùng tự do tham gia các chiến dịch Hà Nam Ninh, Thượng Lào... viết bút ký, phóng sự phản ánh tình hình sản xuất và chiến đấu tại ba tỉnh Thanh Nghệ Tĩnh, kiêm thư ký tòa soạn báo thay nhà thơ Chế Lan Viên lúc bấy giờ đang đi điều trị bệnh tại nước ngoài.
Tháng 10/1954, theo quyết định của Ban Tổ chức Trung ương, Phan Quang được điều ra Bắc công tác cho báo Nhân Dân làm phóng viên, biên tập viên, chuẩn bị tham gia tiếp quản Thủ đô Hà Nội vừa giải phóng.
Trong 38 năm sau đó, Phan Quang lần lượt làm Phó Trưởng ban, Trưởng ban Nông nghiệp và Nông thôn, Trưởng ban Kinh tế, Trưởng ban Xây dựng Đảng, Trưởng ban Phóng viên thường trú.
Năm 1972, Phan Quang công tác tại Quảng Bình. Từ năm 1973, Phan Quang làm phóng viên báo Nhân Dân tại chiến trường Quảng Trị. Năm 1975, Phan Quang làm phóng viên chiến trường tại Huế, Đà Nẵng, ...
Sau ngày giải phóng miền Nam tháng 4/1975, Phan Quang tham gia Ban đại diện Báo Nhân dân tại miền Nam cùng hai nhà báo khác là Thép Mới và Nguyễn Thành Dương. Sau hơn 3 năm, Phan Quang trở về tòa soạn tại Hà Nội. Ban Bí thư Trung ương Đảng ban hành Quyết định bổ nhiệm ông làm Ủy viên Ban Biên tập báo Nhân Dân cùng với nhà báo Hà Đăng, Diệu Bình, Nguyễn Hữu Chỉnh.
Năm 1982, Phan Quang làm Vụ trưởng Vụ Báo chí Ban Tuyên huấn Trung ương, thay nhà báo Lưu Quý Kỳ đột ngột từ trần trên đường đi công tác nước ngoài. Phan Quang kiêm nhiệm Tổng Thư ký Hội Nhà báo Việt Nam.
Mùa xuân năm 1986, Phan Quang dẫn đầu Đoàn Tổng biên tập một số báo Trung ương và địa phương sang Moscow học tập, nghiên cứu 3 tháng tại Khoa Báo chí Viện Hàn lâm Khoa học xã hội thuộc Ủy ban Trung ương Đảng Cộng sản Liên Xô.
Tháng 12/1986, Phan Quang tham gia Đại hội Đảng Cộng sản Việt Nam lần thứ VI với tư cách đại biểu chính thức, sinh hoạt cùng một tổ với Nguyễn Thành Lê, Hồ Dưỡng, Nông Quốc Chấn, Lưu Hữu Phước...
Phan Quang được bầu làm Đại biểu Quốc hội, Phó Chủ nhiệm Ủy ban Đối ngoại của Quốc hội ba nhiệm kỳ VIII, IX, X, từ năm 1987 đến năm 2002.
Năm 1987, Quốc hội Khóa VIII quyết định thành lập Bộ Thông tin. Ngày 23/3/1987, Ban Bí thư Trung ương bổ nhiệm Phan Quang, Vụ trưởng Vụ Báo chí Ban Tuyên huấn Trung ương, làm Thứ trưởng Bộ Thông tin. Phan Quang về phố Quán Sứ giúp Bộ trưởng - Nhạc sĩ Trần Hoàn xây dựng Bộ Thông tin. Thứ trưởng Phan Quang được phân công phụ trách mảng báo chí, phát thanh, truyền hình, xuất nhập khẩu sách báo, … đồng thời trực tiếp làm công tác đối ngoại của Bộ, thực hiện chủ trương của Đảng mở cửa, đa dạng hóa, đa phương hóa quan hệ với nước ngoài.
Ngày 19/5/1988, Phan Quang được cử giữ chức Tổng Giám đốc, Tổng Biên tập, Bí thư Ban Cán sự Đảng Đài Tiếng nói Việt Nam. 
Phan Quang sau đó kiêm nhiệm các chức vụ Bí thư Đảng đoàn Hội Nhà báo Việt Nam nhiệm kỳ V (1989-1995), nhiệm kỳ VI (1995-2000); Chủ tịch Hội Nhà báo Việt Nam.
Từ 15/12/1997, Phan Quang thôi công tác ở Đài Tiếng nói Việt Nam, chuyển sang Chuyên trách Chủ tịch Hội, Bí thư Đảng đoàn Hội nhà báo Việt Nam (theo Quyết định của Tổng Bí thư Lê Khả Phiêu, và tiếp đó là của Thủ tướng Phan Văn Khải).
Phan Quang là Ủy viên Ủy ban Trung ương Mặt trận Tổ quốc Việt Nam Nhiệm kỳ II (1983-1988), III (1988-1994), IV (1994-1999); từ Nhiệm kỳ V (1999-2004).
Ông từng đảm nhận cương vị quốc tế như Chủ tịch Liên đoàn các nhà báo ASEAN (CAJ), thành viên Hội đồng và giảng viên chính thức Tổ chức Quốc tế các nhà báo (OIJ), Phó Chủ tịch OIJ phụ trách khu vực châu Á Thái Bình Dương, Chủ tịch Nghị sĩ hữu nghị Việt Nam - Pháp, ...

## Nghỉ hưu
Ngày 01/01/2003, Phan Quang nghỉ hưu ở tuổi 75. Sau khi nghỉ hưu, ông vẫn tiếp tục làm Phó Chủ tịch Hội Giao lưu văn hóa Việt Nam - Nhật Bản (mà ông đồng sáng lập) 2 nhiệm kỳ nữa.
Ông được cử làm thành viên Đoàn Chủ tịch Liên hiệp các Hội hữu nghị Việt Nam, cùng với nhà văn hóa Hữu Ngọc, nhà sử học Dương Trung Quốc.
Trong những năm sau đó, Phan Quang tiếp tục xuất bản sách, viết báo, tham gia nhiều sự kiện chính trị - văn hóa, báo chí. Năm 2020, Phan Quang được vinh danh là “Nhà báo tiêu biểu” trong Lễ trao Giải báo chí toàn quốc về xây dựng Đảng (mang tên Búa liềm vàng) lần thứ V.

## Tác phẩm
Phan Quang viết báo từ năm 20 tuổi (1948) với viết hàng ngàn bài phóng sự, phóng sự - điều tra, bút ký, tùy bút, truyện ngắn - vừa, tản văn, chính luận, nghiên cứu... Ông có mặt ở những điểm nóng, những sự kiện quan trọng của lịch sử Việt Nam. Ông từng gặp gỡ, tiếp xúc, viết những bút ký chân dung về các nhà lãnh đạo như: Hồ Chí Minh, Trường Chinh, Lê Duẩn, Phạm Văn Đồng, Nguyễn Chí Thanh, Nguyễn Văn Linh,... Phan Quang cũng đã có mặt ở nhiều chiến trường, vùng địch hậu.
| Truyện ngắn                     | Dịch thuật                                                             |
| ------------------------------- | ---------------------------------------------------------------------- |
| Không khai (NXB Minh Đức, 1954) | Hoa lạ (1957)                                                          |
| Hẹn cưới                        | Hội chợ bán người                                                      |
| Đất rừng                        | Những ngôi sao ban ngày                                                |
| Một mình giữa đại dương         | Trở lại với đời                                                        |
| Chinh phục Himalaya             | Sử thi huyền thoại Đông Tây                                            |
| Đất nước một dải                | Nghìn lẻ một đêm ("Les mille et une nuits" của Antoine Galland) (1981) |
| Lâm Đồng - Đà Lạt               | Trà thư                                                                |
| Đồng bằng sông Cửu Long         | Chuyện rừng châu Phi                                                   |
| Quê hương                       |                                                                        |
| Nghề báo nghiệp văn             |                                                                        |
| Thương nhớ vẫn còn              |                                                                        |
| Cho đến khi giã từ trần thế     |                                                                        |
| Tầm nhìn                        |                                                                        |

## Khen thưởng
- Huân chương Kháng chiến chống Pháp hạng Ba,
- Huân chương Kháng chiến chống Mỹ hạng Nhất,
- Huân chương Độc lập hạng Hai (2008),
- Huân chương Độc lập hạng Nhất (2013),
- Huân chương Bắc đẩu Bội tinh hạng Nhì,
- Huân chương Tự do hạng Nhất CHDCND Lào,

- Huy chương vàng 50 năm Liên đoàn Quốc tế các Nhà báo,
- Kỷ niệm chương Vì sự nghiệp Báo chí Việt Nam.

## Tác phẩm viết về nhà văn Phan Quang
- "Phan Quang – Bạn và nghề", do nhà báo, nhà văn Trần Thanh Phương chủ biên, Nxb. Văn học, Hà Nội, 2012.
- "Phan Quang, 90 tuổi đời, 70 tuổi nghề", do PGs,Ts. Nguyễn Thị Trường Giang sưu tầm, truyển chọn, Nxb. Đại học Quốc gia Hà Nội, HN. 2018.
- Tiểu thuyết "Từ bến sông Nhùng" của nhà báo, nhà văn Phạm Quốc Toàn, Nxb. Văn hóa Văn nghệ, TP. Hồ Chí Minh 2019.
- "Phan Quang với báo chí cách mạng Việt Nam", Kỷ yếu Tọa đàm Hội Nhà báo Việt Nam phối hợp với Đài Tiếng nói Việt Nam tổ chức tại Hà Nội, kỷ niệm 95 năm ngày Báo chí Cách mạng Việt Nam và 70 năm Hội Nhà báo Việt Nam, ngày 11/11/2020, do Ts. Trần Bá Dung chủ biên, NXB. Thông tin và Truyền thông, HN, 2021[20].

## Đánh giá
- - "Nhà báo Phan Quang  là người đã có đóng góp to lớn đối với sự nhiệp báo chí cách mạng Việt Nam, cũng là một trong những nhà báo tiêu biểu hàng đầu qua lịch sử 70 năm xây dựng và phát triển Hội Nhà báo Việt Nam". - Tọa đàm "Nhà báo Phan Quang với báo chí cách mạng Việt Nam"[21].
- - “Nhà báo, nhà văn Phan Quang đã kế thừa một cách sáng tạo sự nghiệp “khai sơn phá thạch” đài phát thanh quốc gia thành ngành phát thanh Việt Nam. Tiếp tục xây dựng và phát triển Đài Tiếng nói Việt Nam với cơ sở hạn tầng từng bước hiện đại. Đội ngũ phóng viên, biên tập viên, kỹ thuật viên được đào tạo bài bản hơn, có trình độ tác nghiệp khá, giỏi và rất năng động. Đổi mới các hệ, kênh phát thanh của Đài, tạo đà cho các lãnh đạo Đài kế tiếp củng cố, phát triển hệ thống các kênh phát thanh quốc gia có tính chuyên biệt.” - PGS - TS Nguyễn Thế Kỷ - Tổng Giám đốc Đài Tiếng nói Việt Nam, Chủ tịch Hội đồng Lý luận, phê bình nghệ thuật Trung ương.
- - "Nhắc đến anh mọi người biết đến anh là một nhà báo Phan Quang. Đấy không phải là chức danh mà là nghề, là người, là nghiệp, là thiên chức anh đã mang trên vai suốt đời. Có lẽ đó cũng là lĩnh vực anh bắt đầu sớm nhất và thủy chung cho tới ngày hôm nay hơn 70 năm có lẻ. Anh viết 70 năm không nghỉ mà lại viết hay, viết tài, viết khỏe thì là rất hiếm. Trong bài viết về anh hôm nay tôi lại cũng dùng 2 chữ “thủy chung” để nói với anh về nghề báo. Chính sự tận tâm, chung thủy lao động hiến dâng hết mình đã đem lại cho anh niềm vinh quang để lại tên tuổi nhà báo Phan Quang đồng hành cùng với non sông đất nước. Tác giả Phan Quang với rất nhiều bài báo, truyện ngắn, bút ký, chuyên luận, tiểu luận… lĩnh vực nào, thời kỳ nào anh viết cũng đều hấp dẫn, gợi cho người đọc cảm xúc và suy tư…" - Phạm Quang Nghị - Nguyên Bí thư thành ủy Hà Nội.
- - “Nhà báo Phan Quang là con nước chảy giữa báo chí và văn chương: "Sự đóng góp, tìm tòi và những suy nghĩ của anh về chất lượng văn hóa, văn nghệ là hết sức lớn. Gọi anh là nhà báo vì anh viết mấy trăm bài báo, phóng sự có sức ảnh hưởng. Anh là nhà văn vì anh viết truyện ngắn, truyện vừa, bút ký, tản văn. Đặc biệt các bút ký anh viết về nước người rất hay. Anh là một dịch giả vì dịch nhiều. Các tác phẩm vô cũng chất lượng. Anh là nhà lý luận với những công trình nghiên cứu lý luận về một số ngành quan trọng. Anh làm nhiều nghề, biết nhiều ngành nhưng điều quan trọng là chất lượng như thế nào. Tôi cho rằng cái quan trọng nhất của anh Phan Quang là trí tuệ, là vốn hiểu biết, là nền văn hóa vững chắc. Điều đó đã giúp đỡ và nâng cao các hoạt động mà Phan Quang đã đảm trách." - GS - Nhà giáo nhân dân Hà Minh Đức.
- - "Ở mảng dịch thuật thì bác Phan Quang dịch “Nghìn lẻ một đêm”. Và cho tới tận bây giờ đã có mấy chục người dịch rồi, nhưng chưa có bản dịch nào vượt qua được Phan Quang. Một bản dịch nữa là “Những ngôi sao ban ngày” của Ôn-ga-béc-gôn. Đây là tập sách hơn 200 trang được xem là những áng thơ. Và nếu không có tài văn thì không thể nào chuyển ngữ được. Ở mảng sáng tác thì Phan Quang là người sáng tác rất sớm. Truyện “Lửa hồng” viết từ năm 1940. Khi ấy ông khoảng 20 tuổi. Truyện này rất khó viết, bởi nội dung không có gì để viết. Câu chuyện chỉ về một anh bộ đội đi công tác sớm và ghé qua bếp lửa của một nhà dân, nghỉ chân chốc lát rồi lại ra đi. Ở đây Phan Quang đã dựng được thành một truyện ngắn và mang đầy đủ những chất liệu để tạo thành một tác phẩm lớn. Nếu không có tài văn thì không thể viết nổi, đọc xong cứ bâng khuâng mãi. Bởi truyện đã làm sống dậy một thời kỳ lửa đạn đã đi qua…" - Nhà thơ Trần Đăng Khoa - Phó chủ tịch Hội Nhà văn[22].